# Biohackers
Biohackers ist eine deutsche Fernsehserie, die im Auftrag des Video-on-Demand-Dienstes Netflix produziert und von diesem als Netflix-Original vermarktet wird. Die Hauptrollen übernehmen Luna Wedler und Jessica Schwarz. Die erste Staffel wurde am 20. August 2020 und die zweite Staffel am 9. Juli 2021 veröffentlicht.

## Handlung

### Staffel 1

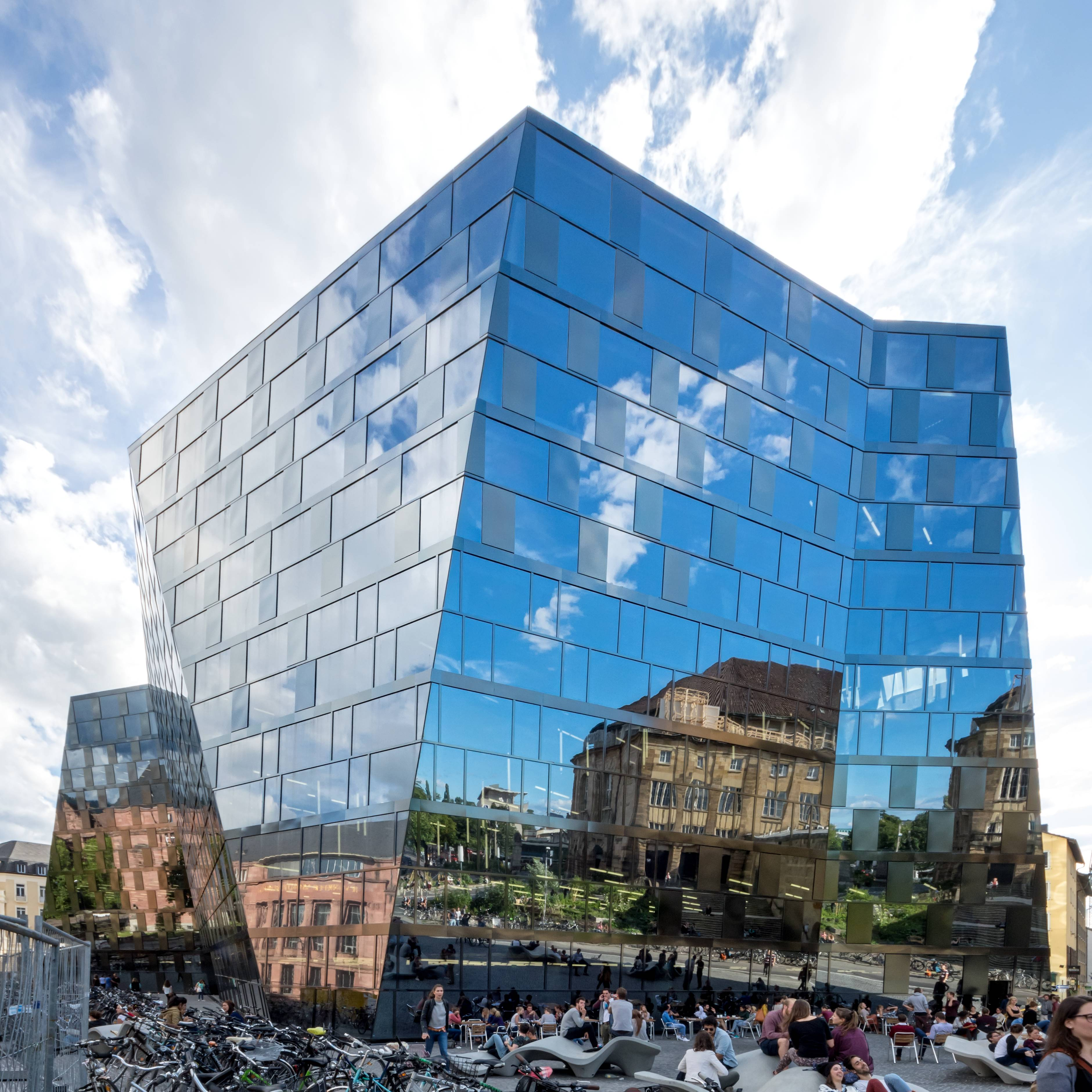
Die Freiburger Universitätsbibliothek

Die junge Studentin Mia Akerlund schreibt sich an der Universität Freiburg ein, um dort Medizin zu studieren. Sie zieht in die WG von Chen-Lu, Lotta und Ole und freundet sich mit diesen an. Jedoch verfolgt Mia noch einen weiteren Plan, sich an der renommierten Professorin Tanja Lorenz zu rächen. Diese ist für den Tod von Mias Zwillingsbruder Ben verantwortlich. Prof. Lorenz pflanzte damals genmanipulierte Embryos über ihre Befruchtungsklinik ein, um an diesen Kindern Experimente durchzuführen, womit sie ihre Gentherapie vorantreiben wollte. Mia, die eigentlich Emma Engels heißt, und ihr Bruder Ben sind solche Kinder. Mia arbeitet heimlich mit dem Journalisten Andreas Winter daran, Prof. Lorenz’ Machenschaften aufzudecken.
Mia lernt an der Universität Jasper, einen begabten Biologiestudenten und Assistenten von Prof. Lorenz, und seinen Mitbewohner Niklas kennen. Mia beginnt eine Beziehung mit Jasper, um so an Prof. Lorenz heranzukommen. Sie schafft es so weit, dass sie in den engeren Mitarbeiterkreis der Gen-Experimente kommt und an der Biohacking-Technologie mitarbeitet. Niklas kommt durch Zufall hinter Mias wahre Identität und hilft ihr bei ihren Recherchen. Dies macht Jasper mit der Zeit eifersüchtig und auch er und Prof. Lorenz kommen hinter Mias Geheimnis.
Jasper hat heimlich gentechnisch manipulierte Stechmücken entwickelt, die das gefährliche Coxsackie-Virus in sich tragen. Im Auftrag von Prof. Lorenz lässt er diese in dem Zug, in dem Mia und Niklas sitzen, frei. Die von den Mücken gestochenen Passagiere können nur mit Hilfe von Prof. Lorenz’ Gentherapie geheilt werden. Dies war von Anfang an Prof. Lorenz’ Plan, um ihre Gentherapie zu lancieren. Nachdem Mia für die widerrechtlichen Genexperimente von Prof. Lorenz Beweise hat, will sie diese an den Journalisten Andreas Winter weitergeben. Die Staffel endet damit, dass Mia bei der Übergabe der Beweise von Andreas Winter und weiteren, unerkennbaren Personen überwältigt und in einen Kleintransporter verfrachtet wird, in dem auch bereits die gefesselte Prof. Lorenz sitzt.

### Staffel 2
Die zweite Staffel beginnt damit, dass Mia benommen in einem Labor erwacht. Sie ist sehr verwirrt und kann sich nicht mehr an das Geschehen der letzten drei Monate erinnern, darunter, dass sie mit Jasper wieder zusammen ist, jedoch Niklas abserviert hat, dass das Haus ihrer alten WG saniert wird und sie nun woanders wohnt, und dass gegen Prof. Lorenz polizeilich ermittelt wird. Außerdem hat sie mittlerweile eine Psychotherapeutin, die ihr helfen soll, die Geschehnisse zu verarbeiten. Diese gibt Mia den Tipp, dass sie ihre Erinnerungen mit sogenannten Triggern am besten zurückgewinnen kann. Damit ist gemeint, dass sie Dinge tut, die sie in der Zeit getan hat, an die sie sich nicht mehr erinnert. Jasper und Mia probieren das zunächst, kommen jedoch zu keinem Ergebnis.
Mia bekommt in unregelmäßigen Abständen immer wieder Erinnerungs-Flashbacks von den vergangegen drei Monaten. Diese treten vor allem durch Trigger auf, z. B. wenn Mia Andreas Winter sieht. Jedes Mal, wenn das passiert, blutet sie aus der Nase, hat starke Kopfschmerzen und hört lautes Fiepen. Sie hat daraufhin Erinnerungslücken sowie Kreislauf- und Wahrnehmungsprobleme. Da das mehrfach passiert, begibt sie sich ins Krankenhaus, scheint zunächst aber komplett gesund. Mia folgt dem Hinweis des Arztes und geht drei Tage nach ihrem ersten Krankenhausbesuch erneut ins Krankenhaus, nachdem ihre Symptome nicht besser werden und sie sich noch immer an nichts erinnern kann. Der Arzt diagnostiziert ihr die Creutzfeldt-Jakob-Krankheit, eine Krankheit, bei der sich das Gehirn nach und nach auflöst. Er betont außerdem, dass er noch keinen Fall hatte, bei dem die Krankheit so schnell voranschritt, und bemerkt, dass die Verbreitung eigentlich keinen Sinn ergebe. Er gibt Mia die Prognose, dass sie noch ein bis zwei Wochen in der Lage sein wird, sich an ihre Identität etc. zu erinnern und ihre kognitiven Fähigkeiten zu nutzen. Ihre Lebenserwartung schätzt er auf ein bis zwei Monate. Mia ist sofort klar, dass die Krankheit während der Entführung absichtlich in ihr ausgelöst wurde und kann sich auch erinnern, auf einem Rechner in dem Labor, in das sie entführt wurde, gelesen zu haben, dass die Krankheit umkehrbar sei.
Mia arbeitet nun zunehmend mit Prof. Lorenz zusammen, da diese sich nach Verurteilung des Barons eine mildere Strafe erhofft. Mia bricht mit Hilfe von Jasper in das Labor von Dr. Winter und dem Baron ein und sucht nach Beweisen. Sie findet das rote Buch und eine Kamera, die Experimente mit einem Affen und mit Mia aufgezeichnet hat. Mia ist von Dr. Winters Skrupellosigkeit schockiert. Er erforscht ein neues Medikament namens Oblivion. Es soll das Kurzzeitgedächtnis eines Tages komplett löschen. Als sie gerade das Labor verlassen will, hört sie Schritte und versteckt sich in einem Schrank. Dr. Winter und Baron von Fürstenberg bringen den ohnmächtigen Jasper herein, den Winter zuvor im Wald entdeckt und überwältigt hatte. Fürstenberg verlässt das Labor, nachdem er Winter den Auftrag erteilt hat, Jasper Oblivion zu verabreichen. Als er im Begriff ist, dies zu tun, gibt Mia sich zu erkennen und konfrontiert Dr. Winter direkt. Er bleibt jedoch ruhig und zeigt Mia stattdessen ein Video, in dem sie sagt, dass sie mit dem Menschenexperiment für Oblivion einverstanden ist. Dr. Winter begründet das mit Mias außergewöhnlichem Immunsystem. Mia glaubt ihm jedoch nicht und meint, dass sie solch einem Experiment nie zugestimmt hätte. Sie möchte das Labor nun verlassen. Als Dr. Winter sie daran hindert, fällt eine Flasche mit brennbarer Flüssigkeit um, die sich entzündet. Dadurch kommt es zu einer Gasexplosion im Labor. Mia und Jasper fliehen aus dem Labor und begeben sich zu Prof. Lorenz ins Exzellenzzentrum, die sie dort mittels einer Ultraschalltechnologie heilen will. 
Mias Gehirnfunktion nimmt stetig ab, da Prof. Lorenz jedoch nicht die nötige Ausrüstung hat, kann sie ihr vorerst nicht helfen. Mia stöhnt mit letzter Kraft, dass sich in der WG das passende Gerät befindet, um sie zu heilen. Jasper holt das Gerät und Prof. Lorenz, Jasper, Niklas und Chen-Lu probieren anschließend angestrengt, Mia zu retten. Mia gewinnt nun ihre Erinnerung zurück, mit denen, wie Fürstenberg Mia überzeugt hat, und wie sie die Menschen in der ersten Staffel im Krankenhaus rettet. Schließlich sieht sie ihre einprägsamsten Erinnerungen an ihren Bruder und an ihre Oma. Mia wacht auf und ist völlig schockiert. Im Raum sind alle gefesselt, Lotta hält sie mit einem Gewehr in Schach. Während der Baron auf dem Gang versucht, Mia zu überwältigen und ihr eine Substanz zu injizieren, können sich Jasper und Niklas unbemerkt befreien. Während Niklas Lotta überwältigt, eilt Jasper Mia zu Hilfe. Im Eifer des Gefechts stößt Mia den Baron über ein Geländer und fällt selbst hinterher. Beide überleben, Mia steckt den Sturz aber leichter weg. Auf der Intensivstation erteilt der Baron seinen Kindern einen wichtigen Auftrag, dessen Inhalt der Zuschauer jedoch nicht erfährt.
Bei einem Treffen auf einem Friedhof in den Weinbergen bedankt sich Mia bei Prof. Lorenz und verzeiht ihr. Prof. Lorenz bedankt sich ebenfalls. Plötzlich wird Prof. Lorenz von einem Schuss tödlich im Bauch getroffen. Es bleibt unklar, von wo oder von wem der Schuss stammte. 
Die Schlussszene zeigt Mia allein am Rhein. Sie verbrennt Zeitungsausschnitte von Prof. Lorenz und wirft ihre Kette ins Wasser. Dann steigt sie als Beifahrerin in ein Umzugsauto und sie fahren weg. Der Fahrer bleibt unerkannt.

## Besetzung

### Hauptbesetzung
| Rollenname                     | Schauspieler                | Hauptrolle | Nebenrolle |
| ------------------------------ | --------------------------- | ---------- | ---------- |
| Mia Akerlund/Emma Engels       | Luna Wedler                 | 1.01–      |            |
| Professorin Tanja Lorenz       | Jessica Schwarz             | 1.01–      |            |
| Niklas                         | Thomas Prenn                | 1.01–      |            |
| Jasper                         | Adrian Julius Tillmann      | 1.01–      |            |
| Chen-Lu                        | Jing Xiang                  | 1.01–      |            |
| Lotta von Fürstenberg          | Caro Cult                   | 1.01–      |            |
| Ole                            | Sebastian Jakob Doppelbauer | 1.01–      |            |
| Andreas Winter                 | Benno Fürmann               | 2.01–      | 1.01, 1.06 |
| Baron Wolfgang von Fürstenberg | Thomas Kretschmann          | 2.02–      |            |

### Nebenbesetzung
| Rollenname             | Schauspieler       | Hauptrolle |
| ---------------------- | ------------------ | ---------- |
| Petra Eller            | Zeynep Bozbay      | 1.01–      |
| Ben Engels             | Simon Tiefenbacher | 1.01–1.06  |
| Monique                | Edith Saldanha     | 1.01–      |
| Ursula Lorenz          | Lina Wendel        | 2.02–      |
| Ulrich von Fürstenberg | Jascha Rust        | 2.02–      |

## Produktion
Neben einzelnen Dreharbeiten an den Originalschauplätzen an der Albert-Ludwigs-Universität in Freiburg wurde der überwiegende Teil der ersten Staffel in den Münchner Filmstudios gedreht. Die Hörsaal-Szenen wurden im Carl-von-Linde-Hörsaal an der TU München gedreht. Der Großteil der Krankenhausszenen wurde im alten Krankenhaus der Kliniken an der Paar in Aichach gedreht. Die Dreharbeiten starteten im Mai 2019 und wurden im September 2019 beendet.
Die Produktion wurde mit finanziellen Mitteln aus dem German Motion Picture Fund und den FilmFernsehFonds Bayern mit mindestens 400.000 Euro gefördert.
Im Folgejahr wurde eine zweite Staffel bestellt, die vom September bis Dezember 2020 in Freiburg und München gedreht wurde.

## Veröffentlichung
Die sechs Folgen der ersten Staffel sollten ursprünglich am 30. April 2020 veröffentlicht werden. Netflix entschied sich jedoch, den Start zu verschieben, weil die öffentliche Wahrnehmung auf die Verbreitung des neuartigen Coronavirus fokussiert war und daher „Szenen der Serie […] falsch verstanden werden“ könnten. Die erste Staffel wurde am 20. August 2020 veröffentlicht, die zweite Staffel am 9. Juli 2021.

## Episodenliste

### Staffel 1
| Nr. (ges.)                                                          | Nr. (St.) | Originaltitel | Regie            | Drehbuch                 |
| ------------------------------------------------------------------- | --------- | ------------- | ---------------- | ------------------------ |
| 1                                                                   | 1         | Ankunft       | Christian Ditter | Christian Ditter         |
| 2                                                                   | 2         | Geheimnisse   | Christian Ditter | Christian Ditter         |
| 3                                                                   | 3         | Verdacht      | Christian Ditter | Christian Ditter         |
| 4                                                                   | 4         | Gewissheit    | Tim Trachte      | Nikolaus Schulz-Dornburg |
| 5                                                                   | 5         | Verrat        | Tim Trachte      | Tanja Bubbel             |
| 6                                                                   | 6         | Bestimmung    | Tim Trachte      | Johanna Thalmann         |
| Am 20. August 2020 wurden alle Episoden auf Netflix veröffentlicht. |           |               |                  |                          |

### Staffel 2
| Nr. (ges.)                                                       | Nr. (St.) | Originaltitel | Regie            | Drehbuch         |
| ---------------------------------------------------------------- | --------- | ------------- | ---------------- | ---------------- |
| 7                                                                | 1         | Aufwachen     | Christian Ditter | Christian Ditter |
| 8                                                                | 2         | Feinde        | Christian Ditter | Christian Ditter |
| 9                                                                | 3         | Partner       | Christian Ditter | Christian Ditter |
| 10                                                               | 4         | Vergessen     | Tim Trachte      | Miriam Rechel    |
| 11                                                               | 5         | Finden        | Tim Trachte      | Tanja Bubbel     |
| 12                                                               | 6         | Erinnerung    | Tim Trachte      | Christian Ditter |
| Am 9. Juli 2021 wurden alle Episoden auf Netflix veröffentlicht. |           |               |                  |                  |

## Rezeption
Anna Wollner stellt beim MDR Kultur fest, dass der Ansatz von Biohackers, also die moralische Frage von medizinischer Forschung, beängstigend sei. In der Serie werde dies aber unrealistisch ausgeschlachtet. Ihrer Meinung nach rast die Handlung zu schnell und das Potential des Plots werde völlig verschenkt.
In Die Welt schreibt Christian Meier, dass Biohackers eine handwerklich ordentlich produzierte Serie, die jedoch wenig inspirierend und überzeugend sei. Besonders angetan ist er von den schauspielerischen Leistungen von Luna Wedler in der Rolle von Mia Akerlund und bezeichnet sie als „eine ausdrucksstarke, vielschichtige junge Schauspielerin“.
Thomas Bremser bezeichnet den wissenschaftlichen Ansatz in Heise online als interessant, bemängelt jedoch die völlig überzeichneten Charaktere. Aus seiner Sicht wirken vor allem Mias WG-Mitbewohner völlig unrealistisch, die Figur von Frau Schwarz hätte mehr Tiefe vertragen.
Auch Ursula Scheer kritisiert in der FAZ, dass man Jessica Schwarz für ihre Rolle mehr Material hätte liefern können. So bleibe der „kühl-elegante Auftritt der Schauspielerin über weite Strecken von einer stählernen Monochromie“. Gleichzeitig lobt Scheer die Regisseure, „das Ensemble der Nachwuchsschauspieler so agieren zu lassen, dass alles lässig und leicht wirkt“. Scheer erinnern die WG-Mitbewohner an ein „gengedoptes ‚TKKG‘“. Insgesamt sei die DNA der Serie geschickt synthetisiert und sollte somit problemlos in der freien Streaming-Wildbahn überleben können.

## Trivia
Netflix ließ von der ETH Zürich im Rahmen einer Marketingaktion die erste Folge der Serie passend zum Thema in einem DNA-Speicher als erste Serienfolge auf dieser Speichertechnologie speichern.
Unter anderem durch ein Foto der futuristischen Freiburger Universitätsbibliothek wurde der Regisseur Christian Ditter angeregt, die Serie in Freiburg spielen zu lassen.
Das Bundesliga-Spiel in Episode 4 von Staffel 1 ist die Begegnung SC Freiburg gegen Eintracht Frankfurt vom 25. August 2018.
Der Song, der ertönt, als Ole in Episode 4 von Staffel 2 die Bewegungsdaten von Winters Fahrzeug auslesen will, ist Unzucht der deutschen Band Unzucht.